# 列昂尼德·久加诺夫
列昂尼德·安德烈耶维奇·久加诺夫（羅馬化：Leonid Andreyevich Zyuganov；1988年7月22日—），俄罗斯联邦共产党政治家，2014年起任莫斯科市杜马议员，俄罗斯联邦共产党领导人根纳季·安德烈耶维奇·久加诺夫之孙，父亲为安德烈·久加诺夫，2010年毕业于莫斯科国立大学社会学系，2010年至2012年担任国家杜马议员、国家工业委员会主席谢尔盖·索布科的助手，2012年至2014年任莫斯科市杜马俄共党团领导人安德烈·克雷奇科夫的助手。